# Parafia Podwyższenia Krzyża Świętego w Cerekwicy
Parafia Podwyższenia Krzyża Świętego – rzymskokatolicka parafia znajdująca się we wsi Cerekwica, w gminie Rokietnica, w powiecie poznańskim. Należy do dekanatu szamotulskiego.